# San Pietro in Lama
San Pietro in Lama község (comune) Olaszország Puglia régiójában, Lecce megyében.

## Fekvése
A Salentói-félsziget déli részén fekszik, Leccétől délnyugatra.

## Története
A település területén fedezték fel az ókori Rudiae romjait, Quintus Ennius római költő szülővárosát. Nevéhez egy legenda fűződik: a Róma felé igyekvő Péter apostol (San Pietro) megpróbálta elkerülni a pogány Leccét és ezen, az egykoron mocsaras vidéken gyalogolt át. A mocsarakat a helyiek lama-nak hívták. Első írásos említése a 15. századból származik. 

## Népessége
A népesség számának alakulása:

## Főbb látnivalói
- Rudiae romjai
- Santa Maria dell’Assunta-templom - 17. századi barokk templom.
- Santa Maria della Croce-templom - 17. századi barokk templom.
- Palazzo del Municipio - 19. században épült városháza.